# Rosenus stepposus
Rosenus stepposus är en insektsart som beskrevs av Vilbaste 1965. Rosenus stepposus ingår i släktet Rosenus och familjen dvärgstritar. Inga underarter finns listade i Catalogue of Life.